# ۹۹۰۸ آئو
سیارک ۹۹۰۸ (به انگلیسی: 9908 Aue، نامگذاری:2140T-1) نه هزار و نهصد و هشتمین سیارک کشف شده‌است که در ۲۵ مارس ۱۹۷۱ کشف شد.
قدر مطلق سیارک برابر ۱۳٫۲۰ است.